# Tabou (film, 1999)
Pour les articles homonymes, voir Tabou (homonymie).
Pour plus de détails, voir Fiche technique et Distribution.
Tabou (御法度, Gohatto), est un film japonais réalisé par Nagisa Ōshima, sorti en 1999. Il traite de la vie dans une milice de samouraïs, le Shinsen gumi, à la fin du XIXe siècle et, plus précisément, de la question de l'homosexualité dans le milieu relativement fermé de cette académie.

## Synopsis
Kyoto, printemps 1865. Sōzaburō Kanō fait son entrée dans une milice de samouraïs, le Shinsen gumi. Cette arrivée suscite un tel engouement chez les autres hommes qu'elle donne lieu à des crimes, des suspicions et des meurtres.

## Fiche technique
- Titre : Tabou
- Titre original : 御法度 (Gohatto?)
- Réalisation : Nagisa Ōshima
- Scénario : Nagisa Ōshima, d'après le roman Shinsengumi keppūroku (新選組血風録?) de Ryōtarō Shiba
- Photographie : Toyomichi Kurita
- Montage : Tomoyo Ōshima
- Production : Oshima Productions , Kadokawa Shoten, Imagica Corporation, BS Asahi, Eisei Gekijo, BAC Films, Studio Canal, Recorded Picture Company
- Musique : Ryūichi Sakamoto
- Direction artistique : Yoshinobu Nishioka (ja)
- Décors : Soichi Yasuda
- Son : Kunio Ando
- Pays d'origine :  Japon
- Langue : Japonais
- Format : couleurs - Format 35 mm - 1,85:1
- Genre : drame - film historique
- Durée : 100 minutes}[1]
- Dates de sortie :
  - Japon : 18 décembre 1999[1]
  - France : 16 mai 2000 (Festival de Cannes} - 17 mai 2000 (sortie en salles)[2],[3]

## Distribution
- Takeshi Kitano : le vice-commandant Toshizō Hijikata
- Ryūhei Matsuda : Sōzaburō Kanō
- Shinji Takeda : le capitaine Sōji Okita
- Tadanobu Asano : Hyōzō Tahiro
- Yōichi Sai : le commandant Isami Kondō
- Jirō Sakagami : le capitaine Genzaburō Inoue
- Kei Satō : le narrateur
- Masatō Ibu : Itō Koshitarō

## Analyse et commentaires
Si ce film bénéficie d'une image et d'une distribution digne d'un grand film romantique, sa musique intrigante et entêtante, ainsi que le jeu de l'acteur principal, triste et inquiétant, font de Tabou (Gohatto) un vrai film policier, une quête imaginaire qui plonge le spectateur dans un univers peu connu : le tabou de l'homosexualité.

## Distinctions
Sauf indication contraire, les informations mentionnées dans cette section peuvent être confirmées par la base de données cinématographiques IMDb,  présente dans la section « Liens externes ».

### Récompenses
- 2000 : prix de la révélation de l'année pour Ryūhei Matsuda aux Japan Academy Prize[4]
- 2000 : prix Blue Ribbon du meilleur film et du meilleur réalisateur pour Nagisa Ōshima, du meilleur acteur dans un second rôle pour Shinji Takeda ainsi que du meilleur nouvel acteur pour Ryūhei Matsuda[5]
- 2000 : Hōchi Film Award du meilleur acteur dans un second rôle pour Tadanobu Asano[6]
- 2001 : prix Kinema Junpō du meilleur nouvel acteur pour Ryūhei Matsuda[7]
- 2001 : prix Mainichi du meilleur acteur pour Tadanobu Asano et grand prix Sponichi du nouveau talent pour Ryūhei Matsuda[8]

### Sélections et nominations
- 2000 : en compétition pour la Palme d'or au festival de Cannes[9]
- 2000 : prix du meilleur film, du meilleur réalisateur et du meilleur scénario pour Nagisa Ōshima, du meilleur acteur dans un second rôle pour Shinji Takeda, de la meilleure photographie pour Toyomichi Kurita, du meilleur montage pour Tomoyo Ōshima, des meilleurs décors pour Yoshinobu Nishioka (ja) ainsi que du meilleur son pour Kunio Ando aux Japan Academy Prize[4]